# Anders Lind
Anders Lind (* 14. Dezember 1998 in Hørsholm) ist ein dänischer Tischtennisspieler. Er ist Angriffsspieler und verwendet als Holz das Anders Lind Hexa Carbon mit Donic-BlueStar- bzw. BlueGrip-Belägen. Er ist mehrfacher dänischer Meister im Einzel, Doppel und Mixed.

## Werdegang
Mit dem Tischtennissport begann der Däne im Grundschulalter. Sein erster Verein war Vedbaek. Erste internationale Auftritte hatte er 2010, stieß jedoch erst 2016 in die Weltspitze vor.  2017 nahm er erstmals an einer Europa- und Weltmeisterschaft teil. Bei der WM schied er jedoch bereits in der Qualifikation aus, während er mit der Mannschaft auf Rang 17 kam. Im Jahr 2018 konnte er die Croatia Open im U21-Wettbewerb gewinnen. Von 2018 bis 2020 spielte er beim TTC Zugbrücke Grenzau. In der Saison davor war er, vom TV Leiselheim kommend, beim FSV Mainz 05 aktiv. 2019 spielte er bei den Europaspielen mit, wo er im Einzel zwar in der Runde der letzten 32 ausschied, mit der Mannschaft aber auf Rang 4 kam. Das Spiel um Platz 3 ging gegen Portugal verloren. Bei der EM erreichte er mit dem Team das Achtelfinale, die Portugal Open endeten für ihn mit einer Niederlage im Halbfinale.
Zur Saison 2020/21 wechselte er nach Frankreich zum G. V. Hennebont. Nach einem schweren Autounfall am 23. März 2021, bei dem Lind sich neben anderen Verletzungen auch den Bruch zweier Rückenwirbel zuzog, drohte nicht nur das vorzeitige Karriereende, sondern eine dauerhafte Lähmung, die nur durch eine mehrstündige Wirbelsäulenoperation vermieden werden konnte. Zudem verpasste er dadurch das Qualifikationsturnier für die Olympischen  Spiele in  Tokio, konnte jedoch beim Saisonstart seines neuen Vereins wieder mitwirken. Mit Hennebont gewann er an der Seite von Chuang Chih-Yuan, Kristian Karlsson und Ioannis Sgouropoulos in der Saison 2022/2023 die französische Meisterschaft sowie den ETTU Cup.
Seit der Saison 2024/25 spielt Anders Lind in der Tischtennis-Bundesliga (TTBL) für Borussia Dortmund. Nachdem er bereits  das WTT Feeder Olmütz 2023 gewinnen konnte, fügte er in dieser Zeit einen Sieg beim WTT Feeder Panagjurischte 2024 hinzu. Für Furore sorgte er beim China Smash 2024, das vom 26. September bis zum 6. Oktober 2024 in Peking ausgetragen wurde. Dort gelang ihm ein Sieg über den Weltranglisten-Ersten Wang Chuqin und der Einzug ins Halbfinale.
Anders Lind ist mit der belarussischen Tischtennisspielerin Daria Trigolos verheiratet. Er war der erste und einzige Däne, der die nationalen Meisterschaften Dänemarks in allen Alterskategorien gewonnen hat, also Mini Cadet, Schüler, Jugend, Junioren und Erwachsene.

## Turnierergebnisse
| Verband | Veranstaltung       | Jahr | Ort            | Land | Einzel        | Doppel    | Mixed | Team | U-21 |
| ------- | ------------------- | ---- | -------------- | ---- | ------------- | --------- | ----- | ---- | ---- |
| DEN     | Europameisterschaft | 2019 | Nantes         | FRA  |               |           |       | 9    |      |
| DEN     | Europameisterschaft | 2018 | Alicante       | ESP  | letzte 32     | letzte 64 |       |      |      |
| DEN     | Europameisterschaft | 2017 | Luxemburg      | LUX  |               |           |       | 17   |      |
| DEN     | Europaspiele        | 2019 | Minsk          | BLR  | letzte 32     |           |       | 4    |      |
| DEN     | Challenge Series    | 2020 | Lissabon       | POR  | Halbfinale    |           |       |      |      |
| DEN     | Challenge Series    | 2019 | Otočec         | SVN  | letzte 16     | letzte 32 |       |      |      |
| DEN     | Challenge Series    | 2018 | De Haan        | BEL  | Viertelfinale |           |       |      |      |
| DEN     | Challenge Series    | 2018 | Zagreb         | HRV  |               | letzte 32 |       |      | Gold |
| DEN     | Challenge Series    | 2017 | De Haan        | BEL  | letzte 16     |           |       |      |      |
| DEN     | Challenge Series    | 2017 | Częstochowa    | POL  | letzte 32     | letzte 32 |       |      |      |
| DEN     | World Tour          | 2020 | Doha           | QAT  | letzte 32     |           |       |      |      |
| DEN     | World Tour          | 2020 | Budapest       | HUN  | letzte 64     |           |       |      |      |
| DEN     | World Tour          | 2020 | Magdeburg      | GER  | letzte 32     |           |       |      |      |
| DEN     | World Tour          | 2019 | Linz           | AUT  | letzte 64     |           |       |      |      |
| DEN     | World Tour          | 2019 | Bremen         | GER  | letzte 128    |           |       |      |      |
| DEN     | World Tour          | 2019 | Olmütz         | CZE  | letzte 128    | letzte 16 |       |      |      |
| DEN     | World Tour          | 2018 | Stockholm      | SWE  | Qual.         | letzte 32 |       |      |      |
| DEN     | World Tour          | 2018 | Linz           | AUT  | letzte 128    |           |       |      |      |
| DEN     | World Tour          | 2018 | Panagjurischte | BUL  | letzte 16     | letzte 16 |       |      |      |
| DEN     | World Tour          | 2017 | Olmütz         | CZE  | Qual.         |           |       |      |      |
| DEN     | World Tour          | 2016 | Linz           | AUT  | letzte 64     |           |       |      |      |
| DEN     | Weltmeisterschaft   | 2019 | Budapest       | HUN  | letzte 128    | letzte 32 |       |      |      |
| DEN     | Weltmeisterschaft   | 2018 | Halmstad       | SWE  |               |           |       | 29   |      |
| DEN     | Weltmeisterschaft   | 2017 | Düsseldorf     | GER  | Qual.         |           |       |      |      |